# Siegfried Maeker
Siegfried Maeker (* 1938 in Peking) ist ein deutscher Musikproduzent und Konzertveranstalter, der die Musik deutscher Sinti in die Öffentlichkeit brachte.

## Leben und Wirken
Maeker, dessen Vater als Techniker in China tätig war, lebte als Kind in Peking. 1947 wurde er mit seinen Eltern von den Amerikanern nach Deutschland zurückgebracht. Weiter wuchs er in Ludwigsburg auf, wo er bei den Pfadfindern war und 1958 Abitur machte. Zunächst studierte er in Köln Rechtswissenschaften bis zum ersten Staatsexamen, dann in Bonn Volkskunde. In dieser Zeit lernte er durch Kontakte mit deutschen Sintifamilien deren Musik kennen, die damals nur in deren Familienkreis und auf Wallfahrten mit ihresgleichen gespielt wurde. Das brachte ihn zu der Erkenntnis, dass diese Musik eigentlich Teil der deutschen Folklore sein sollte, dazu aber öffentlich aufgeführt werden müsste. Auf einer Wallfahrt nach Lourdes 1965 lernte er den Geiger Schnuckenack Reinhardt kennen, den er 1967 für vier Konzerte in Düsseldorf, Köln, Bonn und Bad Godesberg mit 16 Musikern verpflichtete. Aufgrund des Erfolgs organisierte er weitere Konzerte an Hochschulen und beim Burg-Waldeck-Festival, die aber nun mit neugebildeten Quintett Reinhardts stattfanden.
Maeker gründete sein Tourneebüro Maeker Tours, das heute noch existiert. Mit seinen Tourneen und Schallplatten machte er Schnuckenack Reinhardt bekannt, später auch andere Protagonisten der Musik deutscher Zigeuner (so hieß damals die Plattenserie, die bei Da Camera Song seit 1969 erschien und letztlich acht Alben umfasste). 1968 entschied er sich gegen ein Forschungsprojekt in Mexiko zu gehen und heiratete seine Frau, mit der er drei Kinder bekam. Bis 1972 betreute er Reinhardt, dann folgte Häns’che Weiß, mit dem Maeker 1978 den Deutschen Schallplattenpreis erhielt. Weitere Musiker, die er dem Konzertpublikum vorstellte, waren Titi Winterstein, dessen Vetter Ziroli Winterstein und später Vano Bamberger.
Erfolge hatte Maeker in den 1970er- und 1980er-Jahren, in denen Liedermacher und Folkmusik in Deutschland populär waren, auch mit dem Folk-Duo Zupfgeigenhansel, mit Hannes Wader, den er drei Jahre lang betreute, und mit Bernies Autobahn Band, deren drittes und viertes Album er produzierte. Weiterhin produzierte Maeker zunehmend auch Musik aus weiteren Kulturkreisen wie Colin Wilkie, Lailo, Altan, Colalaila oder Exprompt.
Für seine Verdienste um die Musik und Anerkennung der Sinti und Roma erhielt Maeker 2019 den Musikpreis Ehren-RUTH. Das Konzertbüro betreibt heute sein Sohn Oliver Maeker.